# New Girl
New Girl (tạm dịch: Tân nữ, tựa tiếng Việt: Cô nàng quái gở) là một bộ phim truyền hình hài kịch tình huống của Mỹ. Phim được phát triển bởi Elizabeth Meriwether và trình chiếu trên kênh Fox lần đầu vào ngày 20 tháng 9 năm 2011. New Girl lấy bối cảnh tại một căn hộ ở Los Angeles, gồm có Jess (Zooey Deschanel) chung sống với ba người đàn ông là Nick (Jake Johnson), Schmidt (Max Greenfield), và Winston (Lamorne Morris). Phim thuộc thể loại hài tình cảm, kể về những nhân vật trong độ tuổi đầu 30, cách ứng xử trong những mối quan hệ tình cảm, công việc cũng như những sự lựa chọn, thử thách trong cuộc sống thường ngày.
Mùa thứ bảy, mùa cuối cùng của phim, phát sóng từ ngày 10 tháng 4 đến ngày 15 tháng 5 năm 2018.

## Diễn viên và nhân vật
- Zooey Deschanel trong vai Jessica "Jess" Christopher Day
- Max Greenfield trong vai Schmidt
- Lamorne Morris trong vai Winston Bishop
- Hannah Simone trong vai Cecilia "Cece" Parekh
- Damon Wayans, Jr. trong vai Ernie "Coach" Tagliaboo